# Agnelo Amorim Filho
Agnelo Amorim Filho (Cabaceiras, Estado da Paraíba, Estados Unidos do Brasil, 12 de agosto de 1921, Recife, Estado de Pernambuco, 12 de setembro de 1968) foi um jurista, advogado, magistrado e professor brasileiro.

## Biografia
Nasceu em Cabaceiras, em Paraíba, em 12 de agosto de 1921, filho de Agnelo Werneck de Amorim e Ecília Coutinho Amorim. Formou-se bacharel em Direito pela então chamada Faculdade Nacional da Universidade do Brasil, no Rio de Janeiro, em 1945. No mesmo ano, iniciou sua carreira como advogado em  Campina Grande, segunda maior cidade do Estado da Paraíba. 
Destacou-se na área jurídica, atuando como conselheiro na Seção paraibana da Ordem dos Advogados do Brasil. Como professor, lecionou Direito Civil e Direito Internacional Público na então chamada Faculdade de Direito da Paraíba, onde também integrou o Conselho Técnico-Administrativo.
Em 15 de outubro de 1952, assumiu o cargo de procurador-geral do Estado (hoje incorreto, esse era o nome que se dava, naquela época, ao cargo que hoje chamamos de Procurador-geral de Justiça, que é o chefe do Ministério Público), permanecendo até 28 de dezembro de 1958. Paralelamente, exerceu funções no Tribunal Regional Eleitoral (TRE): foi membro como jurista (1956-1958), diretor-geral da Secretaria (1958-1967) e, posteriormente, juiz federal (1967-1968).
Reconhecido nacionalmente, publicou a o artigo "Critério científico para distinguir a prescrição da decadência e para identificar as ações imprescritíveis", consolidando sua reputação como jurista. Lecionou ainda Direito Civil na Faculdade de Direito da Paraíba.
Casado com Cecy Fonseca de Amorim, com quem teve uma filha, faleceu prematuramente em 12 de setembro de 1968, em Pernambuco.